# 变身英雄
变身（へんしん/Henshin），是一个术语，用于描述出现在电影、电视剧或动画、漫画、电子游戏等作品中的人物，变身成为具有特殊能力的英雄、反派或怪物。也叫「変装」。被认为是极具日本特色的ACG词汇。